# Warczewiczella ionoleuca
Warczewiczella ionoleuca är en orkidéart som först beskrevs av Heinrich Gustav Reichenbach, och fick sitt nu gällande namn av Rudolf Schlechter. Warczewiczella ionoleuca ingår i släktet Warczewiczella och familjen orkidéer. Inga underarter finns listade i Catalogue of Life.